# Murano

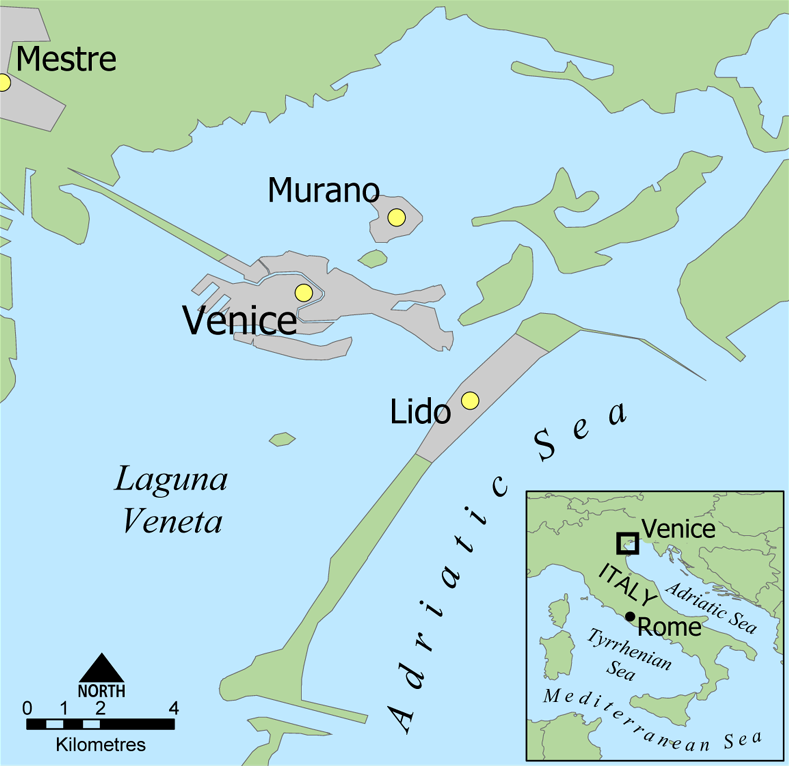
Mapa de la llacuna veneciana, amb Murano, Venècia i Lido

Murano (Muran en venecià) és normalment descrita com una illa de la llacuna veneciana, encara que, com Venècia, és realment un arxipèlag d'illes unides per ponts. Es troba aproximadament a 1,5 quilòmetres de Venècia i és famosa per les seves obres en vidre, particularment pels seus llums.

## Història
Murano va ser fundada pels romans i des del segle vi va ser habitada per gent procedent d'Altino i Oderzo. Al principi, l'illa va prosperar com a port pesquer i gràcies a la producció de sal. Era, així mateix, un centre de comerç. Amb el port controlaven l'illa de Sant Erasme. Des del segle xi, la ciutat va començar a caure en declivi pel fet que molts habitants es van mudar a Dorsoduro.
Tenien un gran ajuntament, com el de Venècia, però des del segle xiii Murano ha estat governada per un podestà venecià. El 1291 la indústria del vidre de Venècia es va traslladar a Murano per evitar el risc d'incendi.
En el segle xv, la ciutat es va fer popular com a lloc de vacances dels venecians, i s'hi construí un palau, però més tard passà de moda. El camp de l'illa era conegut pels seus arbres fruiters i horts fins al segle xix, quan van començar a construir-s'hi més cases. Les atraccions de l'illa són l'església de Santa Maria i Sant Donat, coneguda pels seus mosaics romans d'Orient del segle xii i perquè es diu que alberga els ossos d'un drac que fou mort per sant Donat; l'església de San Pietro Martire i el palau Da Mula. Les atraccions relacionades amb el vidre inclouen moltes obres d'aquest material, algunes de l'època medieval i obertes al públic. Així mateix, hi ha un Museu del Vidre situat al palau Giustinian.

## Geografia
Murano es compon de set illes de la llacuna de Venècia, unides per ponts sobre vuit canals.

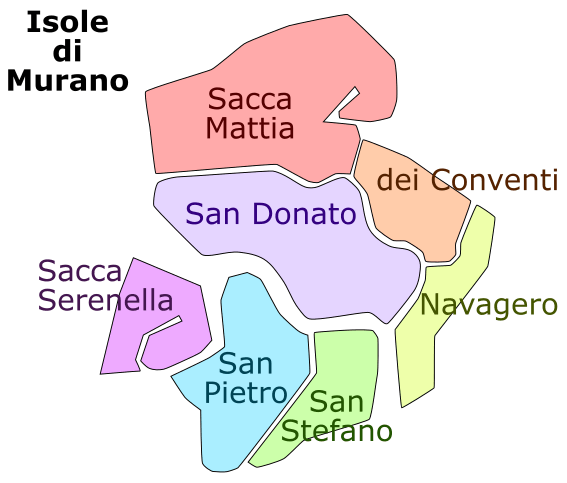
Les set illes individuals de Murano
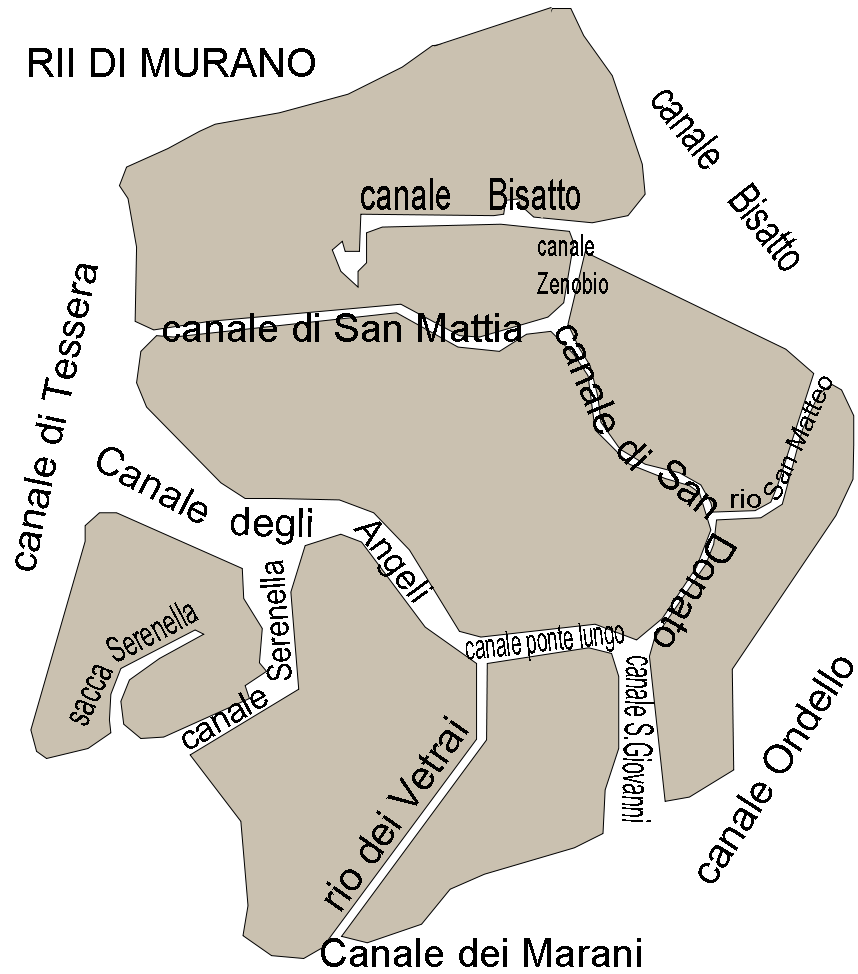
Els vuit canals que separen les illes de Murano

## Economia
A diferència d'altres illes de la llacuna, Murano encunyava les seves pròpies monedes. El 1291, tots els vidriers de Venècia es van veure forçats a mudar-se a Murano a causa del risc d'incendis. Durant el segle següent, les exportacions van començar i l'illa va guanyar fama, inicialment per la fabricació de perles de cristall i de miralls. El cristall aventurine es va inventar a l'illa i, durant algun temps, Murano va arribar a ser el major productor de cristall d'Europa.
L'illa, més tard, es va fer coneguda per les seves aranyes de llums. Encara que va haver-n'hi un important declivi durant el segle xviii, la cristalleria roman la indústria més important de l'illa.